# Adolphe Hamburger

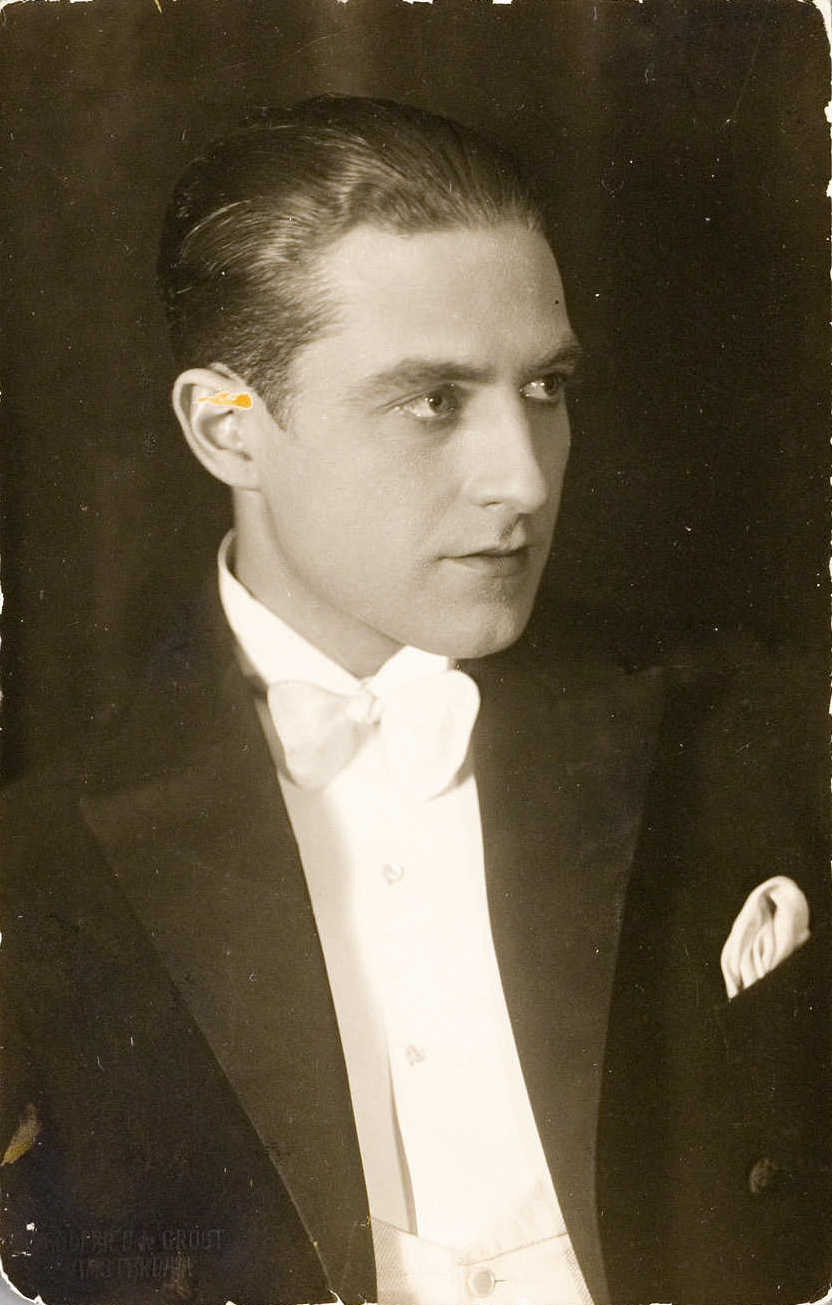
Adolph Hamburger (ca. 1930)

Adolphe Cornelis Maria Hamburger (geboren am 24. Dezember 1898 in Den Haag, Niederlande; gestorben am 9. Februar 1945 im KZ Dachau, Deutsches Reich) war ein niederländischer Schauspieler bei Bühne und Film.

## Leben
Adolphe Cornelis Maria Hamburger begann seine künstlerische Laufbahn im Jahre 1920 und war zunächst überwiegend an kleinen Privattheatern und Tourneebühnen zu sehen, darunter die Rotterdamsch Tooneel, De Splinters, Haagsch Openluchttooneel, Odeongezelschap, Vereenigd Haagsch Tooneel, die Gezelschap Rike Hopper, die Amsterdamsche Spelers und die Centraal Tooneel. 1925 ging Hamburger für ein Jahr nach Belgien, in der Spielzeit 1931/32 wirkte er auch in der Operette (in „König der Vagabunden“) mit. Hamburger spielte tragende wie kleine Rollen, oftmals galante Herren von Welt, Hochadelige und jugendliche Liebhaber. Sein Fach füllte er aus in Salonkomödien und Lustspielen (nach Vorlagen ungarischer Autoren wie Ferenc Molnár und Ladislas Fodor), aber auch im klassischen Theater (Shakespeares „König Lear“, sowie in Stücken Georg Büchners, Knut Hamsuns und Somerset Maughams). Vor die Kamera trat Hamburger lediglich zweimal in den 1930er Jahren.
Die berufliche wie private Situation änderte sich für den jüdischen Künstler dramatisch infolge des Einmarsches der deutschen Wehrmacht in das westliche Nachbarland 1940. Von den deutschen Besatzern 1941 weitgehend zur Inaktivität gezwungen, konnte Adolphe Hamburger nur noch Arbeit bei der für Juden reservierten „Joodsch Kleinkunst“ (jüdische Kleinkunst) finden und wirkte dort beispielsweise in einer Aufführung von Emmerich Kálmáns Operette Die Csárdásfürstin mit. Schließlich engagierte sich Hamburger im administrativen Bereich des jüdischen Rates in Amsterdam, ehe er verhaftet und in das Durchgangs- und Sammellager Westerbork verschleppt wurde. Am 20. Januar 1944 erreichte Hamburger im Rahmen einer Deportation aus Westerbork das Ghetto Theresienstadt. Hier versuchte Hamburger seine Mitinsassen vom Lageralltag mit Rezitationen und anderen künstlerischen Aktivitäten abzulenken. Von dort erfolgte eine weitere Deportation am 28. September 1944 in das KZ Auschwitz. Nach nicht einmal zwei Wochen überstellte die Lagerleitung den Schauspieler am 10. Oktober 1944 in das KZ Dachau, wo Hamburger im Februar 1945, zwei Monate vor der Befreiung, wohl an Entkräftung, Erkrankung und Unterernährung starb.

## Filmografie
- 1934: De familie van mijn vrouw
- 1936: Amsterdam bij nacht